# Shira Tarrant
Shira Tarrant, född 17 april 1963, är en amerikansk författare och akademiker. Hennes skrivande kretsar kring genuspolitik, feminism, sexualitet, popkultur och maskulinitet. Hennes författarskap inkluderar böckerna When Sex Became Gender, Men and Feminism, Men Speak Out: Views on Gender, Sex, and Power, Fashion Talks: Undressing the Power of Style och New Views on Pornography. Hon har beskrivits som en "okonventionell feminist" som omdefinierar könsrättigheter och har omnämnts som "en nationell ledarfigur i arbetet med yngre feministiska män".

## Biografi
Tarrant växte upp i Cleveland i Ohio, där hon studerade vid Olney Friends School; numera är hon bosatt i Los Angeles. Hon tog 2001 en filosofie doktorsexamen i statsvetenskap vid UCLA, med Carole Pateman som handledare. Hennes doktorsavhandling hade titeln "Confronting the Bonds of Ideology: Feminist Social and Political Theory, 1945-1965".
År 2006 verkade Tarrant som lektor i kvinnostudier vid Goucher College.
År 2012 erhöll Tarrant Glidden-gästprofessorstiteln vid Ohio University. Hon blev senare lektor vid sektionen för Kvinno-, Genus- och Sexualitetsstudier vid California State University, Long Beach.
Tarrant är en återkommande talare vid olika evenemang på universitet runt USA. I samband med filmen The Bro Code: How Contemporary Culture Creates Sexist Men blev hon intervjuad omkring sin syn på maskulina koder och beteenden. Hon är medlem av den rådgivande nämnden för den profeministiska manstidskriften Voice Male och representant för den rikstäckande organisationen Faculty Against Rape.

## Skrivande
Tarrant är författare eller redaktör till ett drygt halvdussin böcker omkring ämnen som genus, feminism och pornografi, utöver publicerade artiklar i en mängd tidningar. Hennes bok When Sex Became Gender (2006) beskriver hur genusbegreppet och genusvetenskapen kommit att etableras och hur genus i viss mån ersatt det äldre och mer traditionella könsbegreppet. Fokus i boken är presentationen av fem feminister eller forskare som enligt Tarrant varit viktiga i 1900-talets förändrade förståelse av könsdynamiken: Margaret Mead, Mirra Komarovsky, Viola Klein, Simone de Beauvoir och Ruth Herschberger.

### Män och feminism, mode och makt
Hon har i sitt författande ägnat stort intresse åt mäns roll i ett förändrat kulturellt diskussionslandskap. Detta inkluderar Men Speak Out: Views on Gender, Sex and Power (2008, återutgiven 2013) och Men and Feminism (2009). I den förstnämnda boken ligger fokus på mäns vittnesmål och åsikter omkring genusbegreppet, könsroller och hur de ser på sin och andras relativa makt. Men and Feminism har siktet mer inställt på hur män kan förhålla sig till begreppet feminism och hur utvecklingen av feminismen bjudit på utmaningar för dem som individer i en kultur där idéer som patriarkat och könsmaktsordning ofta tydligt pekar ut manliga privilegier och det offentliga samtalet inte alltid bjudit in män som fullvärdiga deltagare i det feministiska arbetet.:18 Frågeställningarna i boken berör teman som manliga feminister,:3 profeminism och hur män i praktiken kan delta i arbetet för en mer jämställd värld.
För Fashion Talks: Undressing the Power of Style (2012) fungerade Tarrant som redaktör vid sidan av Marjorie Jolles. I den här boken samlade de två texter omkring modebranschen och dess roll som maktmarkör. I introduktionen till boken skriver de båda feministiska akademikerna "Modet är symboliskt, uttrycksfullt, kreativt och tvingande". I boken talas det om vikten att förstå vad våra klädval säger om oss som individer och vår grupptillhörighet, våra intressen och åsikter. För kvinnor kan klädval ofta ses som antingen instängande eller stärkande.

### Sex, politik och pornografi
2015 verkade Tarrant återigen som redaktör, denna gång för den Routledge-utgivna Gender, Sex, and Politics: In the Streets and Between the Sheets in the 21st Century. Boken innehåller ett antal texter som återknyter till ämnet genus, men berör också sex och politik ur olika vinklar. Bokens fem huvudsektioner koncentrerar sig på ämnena genus, sexualitet och social kontroll; pornografi; sex och sociala medier; dejtande, lust och politiken kring "hookup"; problem med sexuell njutning och säkerhet.
På senare år har Tarrant producerat två böcker som tar ett större grepp på det "kladdiga" ämnet pornografi, som redaktör eller ensam författare. För New Views on Pornography: Sexuality, Politics, and the Law (2015), en antologi med texter omkring de olika perspektiven på en omdiskuterad del av nutidskulturen, delade Tarrant och Lynn Comella på redaktörskapet. Bland ämnena i boken finns lagligheten och hur pornografi fungerar som kommersiell produkt, hur olika syn på den bidragit till inomfeministiska strider, hur rasism och religion, queer identitet och hälsoeffekter påverkats av dess existens, hur statistik kan feltolkas, varför pornografin överhuvud taget existerar och vad i den som lockar. Bland textförfattarna finns Carol Queen, Carolyn Bronstein, Clarissa Smith, Sven-Axel Månsson, Nicole Prause och Mireille Miller-Young.
Året efter återkom Tarrant till ämnet i sin The Pornography Industry: What Everyone Needs to Know. Där bjuder hon på texter om hur pornografin kan definieras, hur branschen ser ut och hur den vuxit fram, hur arbetsvillkoren är för de inblandade och hur nya former av pornografi och konsumenter vuxit fram. Enligt recensenten i Business Standard verkar författaren ha en svagt positiv syn på genren som sådan, även om hon är medveten om en mängd problem i produktionen och i branschen. Samma åsikt framförs av Mari Mikkola, lektor i filosofi vid Oxfords universitet, i hennes bok Pornography – A Philosophical Introduction.

### Övrigt skrivande
Tarrants skrivande har även synts tidningar som Bitch, Bust, Women's Studies Quarterly, The Huffington Post och ett antal andra större kommersiella och akademiska publikationer.

### Böcker
- When Sex Became Gender (Routledge, 2006)[25]
- Men Speak Out: Views on Gender, Sex and Power (redaktör) (Routledge, 2008; 2013)[26]
- Men and Feminism (Seal Press, 2009)[27][28]
- Fashion Talks: Undressing the Power of Style (med Marjorie Jolles) (SUNY Press, 2012)[29]
- New Views on Pornography: Sexuality, Politics, and the Law (redaktör, med Lynn Comella) (Praeger, 2015)
- The Pornography Industry: What Everyone Needs to Know (Oxford University Press, 2016)

### Artiklar och essäer (urval)
- "Who's Accountable for the Abuse at Abu Ghraib?", Off Our Backs. September–October 2004
- "When Sex Became Gender: Mirra Komarovsky's Feminism of the Fifties", Women's Studies Quarterly Vol. 33 nos. 3 & 4, 2005
- "The Little FemBlog That Wasn't", Barnard College Scholar & Feminist Online, Vol. 5 no. 2, Spring 2007
- "Men Speak Out on Gender, Sex and Power", Voice Male, Spring 2007
- "The Great Cover-Up: Can High Necklines Cure Low Morals?", Bitch Magazine: Feminist Response to Popular Culture, Winter 2008
- "Guy Trouble", Bitch Magazine: Feminist Response to Popular Culture, Spring 2009
- "Hip to Strip? Or Is it Time for Men to Stop Watching?", The Huffington Post, 8 maj 2009
- "The Hurt Locker Blows Up More Than Bombs", The Huffington Post, 23 mars 2010
- "What's 'The Scoop' About Groping?", Ms. Blog, 12 mars 2010
- "Judge Orders Rape Survivors to Take Lie-Detection Test", Ms. Blog, 19 mars 2010
- "Getting Down About Hooking Up", Ms. Blog, 24 mars 2010
- "Porn: Pleasure or Profit? Ms. Interviews Gail Dines, Part III", Ms. Blog, 6 augusti 2010
- "Is Pornography Racist?", Ms. Blog, 16 augusti 2010
- "Pornography 101: Why College Kids Need Porn Literacy Training", AlterNet, 15 september 2010
- "Why Are Conservatives Obsessed With the Sex Lives of College Kids?" AlterNet, 17 april 2011
- "Women, Sex and S&M: Mainstream Media Totally Wrong About Female Desire — Again." AlterNet, 16 april 2012
- "Our Country, Which Art In Panic", Playboy Sweden, September 2019